# 浄光寺 (荒川区)
浄光寺（じょうこうじ）は、東京都荒川区にある真言宗豊山派の寺院。

## 概要
創建年代は不明であるが、太田道灌の開基という説もある。隣接する諏方神社の別当寺であった。
江戸時代、徳川将軍は鷹狩のために江戸郊外のこの地を度々訪れており、当寺は「御膳所」（休憩場所）に充てられた。その間の寺僧たちは、隣りの同宗派寺院の養福寺に控えていた。
境内には、3代将軍徳川家光が腰掛けたという「三代将軍御腰掛石」がある。福神漬の考案者である野田清右衛門を讃える「福神漬発明者野田清右衛門表彰碑」もある。

## 交通アクセス
- 西日暮里駅より徒歩約4分（経路案内）。